# Jack Roslovic
John „Jack“ Roslovic (* 29. Januar 1997 in Columbus, Ohio) ist ein US-amerikanischer Eishockeyspieler, der seit Juli 2024 bei den Carolina Hurricanes in der National Hockey League unter Vertrag steht. Zuvor verbrachte der Center unter anderem knapp fünf Jahre bei den Winnipeg Jets, die ihn im NHL Entry Draft 2015 an 25. Position ausgewählt hatten, und spielte dreieinhalb Jahre für die Columbus Blue Jackets.

## Karriere
Jack Roslovic wurde in Columbus geboren und spielte dort in seiner Jugend für die Ohio Blue Jackets, eine mit den Columbus Blue Jackets assoziierte Nachwuchs-Organisation. Zur Saison 2013/14 wechselte der Angreifer ins USA Hockey National Team Development Program (NTDP), die zentrale Talentschmiede des US-amerikanischen Eishockeyverbands aus Ann Arbor im Bundesstaat Michigan. Mit den Nachwuchs-Auswahlen des NTDP lief Roslovic fortan in der United States Hockey League (USHL) auf, der höchsten Juniorenliga der Vereinigten Staaten, und vertrat sein Heimatland parallel dazu auf internationalem Niveau, da die Team des NTDP zugleich als Junioren-Nationalmannschaften fungieren. So gewann er bereits im Januar 2014 die Goldmedaille bei der World U-17 Hockey Challenge, bevor er im Jahr darauf bei der Weltmeisterschaft 2015 mit dem Team USA U18-Weltmeister wurde. Nachdem er in der Saison 2014/15 in der USHL auf 38 Scorerpunkte in 25 Spielen gekommen war, wählten ihn die Winnipeg Jets im anschließenden NHL Entry Draft 2015 an 25. Position aus.
Da Roslovic im Jahre 2015 aus Altersgründen aus dem NTDP ausschied, schrieb sich der US-Amerikaner zur Saison 2015/16 an der Miami University in seiner Heimat Ohio ein und spielte dort ein Jahr für deren Eishockey-Team, die Miami RedHawks, in der National Collegiate Hockey Conference (NCHC). Nach 26 Punkten aus 36 Spielen wurde der Angreifer ins NCHC All-Rookie Team gewählt, bevor er im Juli 2016 einen Einstiegsvertrag bei den Winnipeg Jets unterzeichnete.
Mit Beginn der Spielzeit 2016/17 wechselte Roslovic in die Organisation der Jets und lief fortan für deren Farmteam, die Manitoba Moose, in der American Hockey League (AHL) auf. Ferner nahm er über den Jahreswechsel an der U20-Weltmeisterschaft 2017 teil und gewann dort mit der U20-Nationalmannschaft der USA ebenfalls die Goldmedaille. Zum Ende der Spielzeit wurde Roslovic erstmals ins Aufgebot der Winnipeg Jets berufen und gab schließlich Anfang April 2017 in seiner Heimatstadt gegen die Columbus Blue Jackets sein Debüt in der National Hockey League (NHL). Mit Beginn der Spielzeit 2018/19 etablierte sich der Center schließlich im NHL-Aufgebot der Jets.
Nach knapp fünf Jahren in der Organisation der Jets wurde Roslovic im Januar 2021 samt Patrik Laine an die Columbus Blue Jackets abgegeben. Im Gegenzug sandten die Blue Jackets Pierre-Luc Dubois sowie ein Drittrunden-Wahlrecht für den NHL Entry Draft 2022 nach Winnipeg. Dort steigerte er seine persönlichen Statistiken weiter, wobei er in der Saison 2021/22 mit 45 Scorerpunkten aus 81 Partien seinen bisherigen Karriere-Bestwert verzeichnete. Nach dreieinhalb Jahren in Columbus wurde er kurz vor der Trade Deadline im März 2024 zu den New York Rangers transferiert, wobei die Blue Jackets weiterhin die Hälfte seines Gehaltes übernahmen. New York sandte dafür ein konditionales Viertrunden-Wahlrecht im NHL Entry Draft 2026 nach Ohio, das zu einem für die dritte Runde werden soll, falls die Rangers das Stanley-Cup-Finale der Playoffs 2024 erreichen und Roslovic dabei mindestens die Hälfte der Playoff-Spiele bestreitet – dies erfüllte sich jedoch nicht. Anschließend wechselte Roslovic im Juli 2024 als Free Agent zu den Carolina Hurricanes.

## Erfolge und Auszeichnungen
- 2016 NCHC All-Rookie Team
- 2017 Teilnahme am AHL All-Star Classic

### International
- 2014 Goldmedaille bei der World U-17 Hockey Challenge
- 2015 Goldmedaille bei der U18-Weltmeisterschaft
- 2017 Goldmedaille bei der U20-Weltmeisterschaft

## Karrierestatistik
Stand: Ende der Saison 2024/25

### International
Vertrat die USA bei:
- World U-17 Hockey Challenge 2014 (Januar)
- U18-Junioren-Weltmeisterschaft 2015
- U20-Junioren-Weltmeisterschaft 2017

(Legende zur Spielerstatistik: Sp oder GP = absolvierte Spiele; T oder G = erzielte Tore; V oder A = erzielte Assists; Pkt oder Pts = erzielte Scorerpunkte; SM oder PIM = erhaltene Strafminuten; +/− = Plus/Minus-Bilanz; PP = erzielte Überzahltore; SH = erzielte Unterzahltore; GW = erzielte Siegtore; 1 Play-downs/Relegation; Kursiv: Statistik nicht vollständig)